# E43
La ruta europea E43 és una carretera que forma part de la Xarxa de carreteres europees. Comença a Würzburg (Alemanya) i finalitza a Bellinzona (Suïssa). Té una longitud de 530 km. Té una orientació de nord a sud i travessa Alemanya, Àustria i Suïssa.